# Sos tartar
Sosul tartar (din franceză: sauce tartare) este un condiment preparat din ouă fierte, maioneză, murături, capere și măsline. La acest condiment se adaugă uneori și măsline, hrean, oțet, castraveți, suc de lămâie, precum și ierburi, cum ar fi mărarul și pătrunjelul. Nu include muștarul, care îl diferențiază de sosul remoulade.
Sosul tartar se foloseșe ca condiment cu mâncăruri cu fructe de mare, cum ar fi peștele cu cartofi pai, stridiile prăjite, sandvișuri cu pește și multe alte feluri de mâncare similare.